# Sven Fahlman
Sven Torsten Fahlman (Estocolmo, 11 de julio de 1914-Sollentuna, 23 de junio de 2003) fue un deportista sueco que compitió en esgrima, especialista en la modalidad de espada.
Participó en los Juegos Olímpicos de Helsinki 1952, obteniendo una medalla de plata en la prueba por equipos. Ganó cinco medallas en el Campeonato Mundial de Esgrima entre los años 1947 y 1954.

## Palmarés internacional
| Juegos Olímpicos   | Juegos Olímpicos        | Juegos Olímpicos  | Juegos Olímpicos   |
| Año                | Lugar                   | Medalla           | Prueba             |
| ------------------ | ----------------------- | ----------------- | ------------------ |
| 1952               | Helsinki (Finlandia)    | Medalla de plata  | Espada por equipos |
| Campeonato Mundial |                         |                   |                    |
| Año                | Lugar                   | Medalla           | Prueba             |
| 1947               | Lisboa (Portugal)       | Medalla de plata  | Espada por equipos |
| 1950               | Montecarlo (Mónaco)     | Medalla de bronce | Espada por equipos |
| 1951               | Estocolmo (Suecia)      | Medalla de bronce | Espada individual  |
| 1951               | Estocolmo (Suecia)      | Medalla de bronce | Espada por equipos |
| 1954               | Luxemburgo (Luxemburgo) | Medalla de plata  | Espada por equipos |